# آشپزی اتریشی

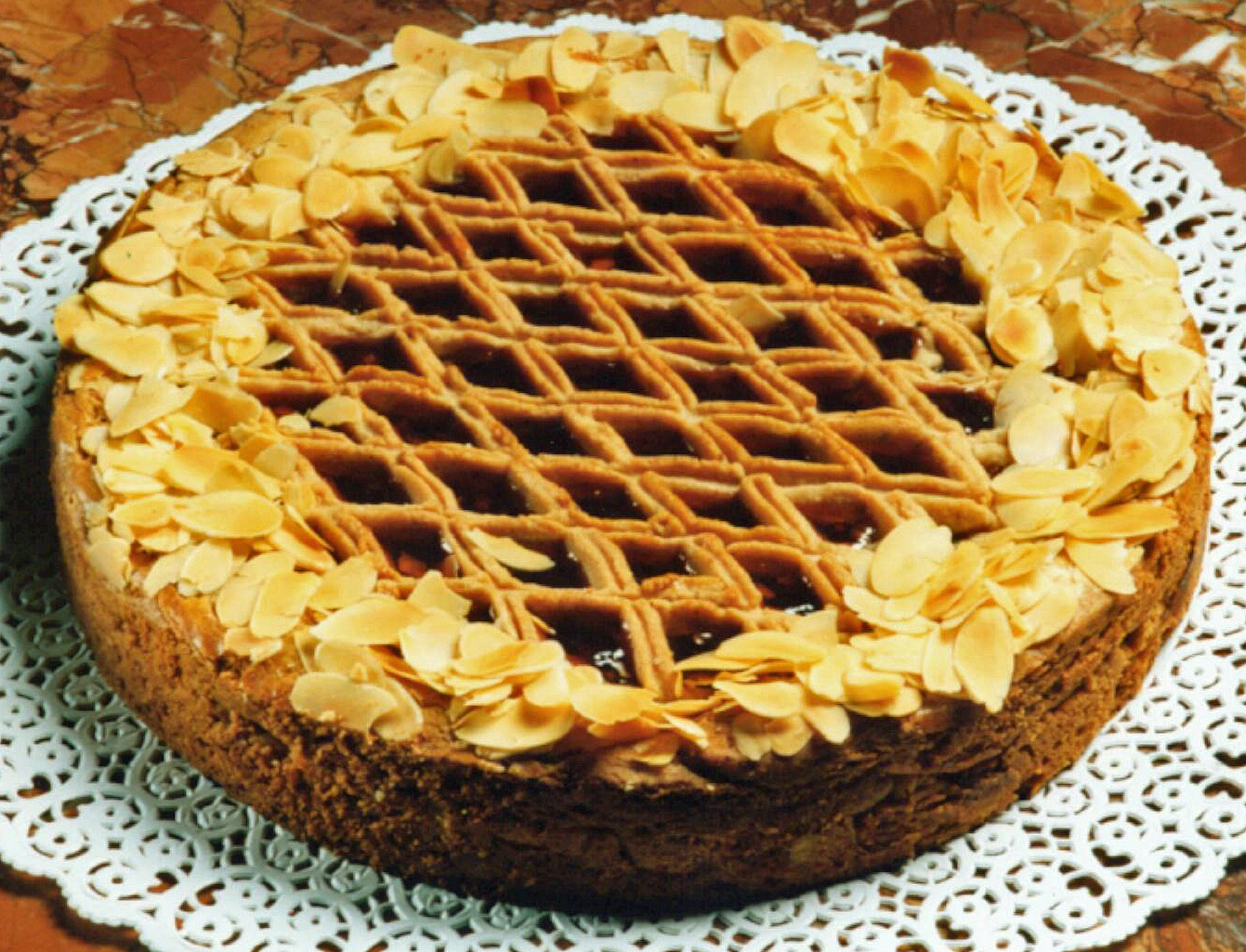
تورته لینتسر

آشپزی اتریشی به سبک آشپزی بومی اتریشی گفته می‌شود که از سرتاسر امپراتوری اتریش-مجارستان تاثیر پذیرفته است.  این سبک آشپزی بر روی سبک آشپزی مناطقی از جمله ایتالیا، مجارستان، چک و آلمان تاثیر داشته است که خود در اثر ادغام سبک‌های مؤثر در سراسر امپراتوری بوده است. آشپزی اتریشی اغلب با آشپزی وینی در ارتباط است، اما تنوع منطقه‌ای قابل ملاحظه‌ای در آن به چشم می‌خورد.